# Szkop
Szkop (l.mn. szkopy) – pogardliwe określenie Niemca, szczególnie żołnierza Wehrmachtu w okresie II wojny światowej.
W przeszłości wyraz ten (do dziś zachowany w wersji „skop”) oznaczał w polszczyźnie kastrowanego barana, a także – jako zapożyczenie z niemieckiego – naczynie (częściej dziś używane w formie „szkopek” lub „skopek” – mała miska).
W języku czeskim istnieje podobne potoczne określenie: „Skopčák” (liczba mnoga „Skopčáci”), a jego etymologia odnosi się do „tego, który przychodzi z gór”, co uzasadnia położenie geograficzne Czech, do których miast Niemcy przybywali „z gór”, czyli „s kopců”.
Podczas II wojny światowej i okupacji określenie „szkop” nabrało szczególnie pogardliwego znaczenia, w odniesieniu zwłaszcza do żołnierzy okupacyjnych wojsk hitlerowskich. Początkowo gwarowe, było ono typowe dla gwary warszawskiej; później weszło również do języka literackiego, odnosząc się niekiedy do ogółu Niemców.
Podobnie negatywny wydźwięk wobec tej narodowości ma określenie „szwab”, w odróżnieniu jednak od przezwiska „szkop” nawiązuje wprost do pochodzenia Niemca ze Szwabii.